# Таймиро-Середньосибірська тундра
Таймиро-Середньосибірська тундра (ідентифікатор WWF: PA1111) — палеарктичний екорегіон тундри, розташований на півночі Середнього Сибіру, переважно на території Таймирського Долгано-Ненецького району Красноярського краю, а також на північному заході Республіки Саха.

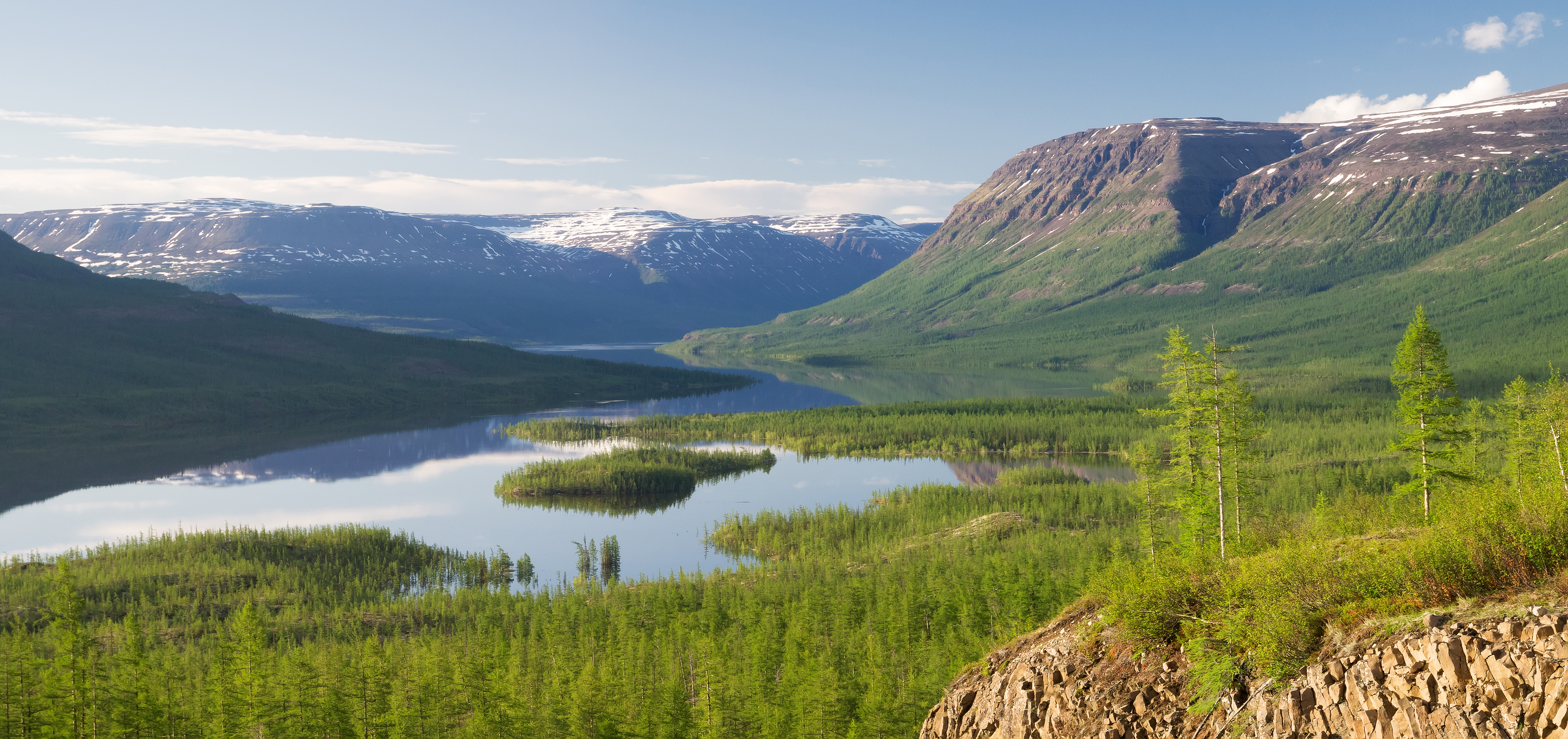
Озеро Дюпкун на плато Путорана

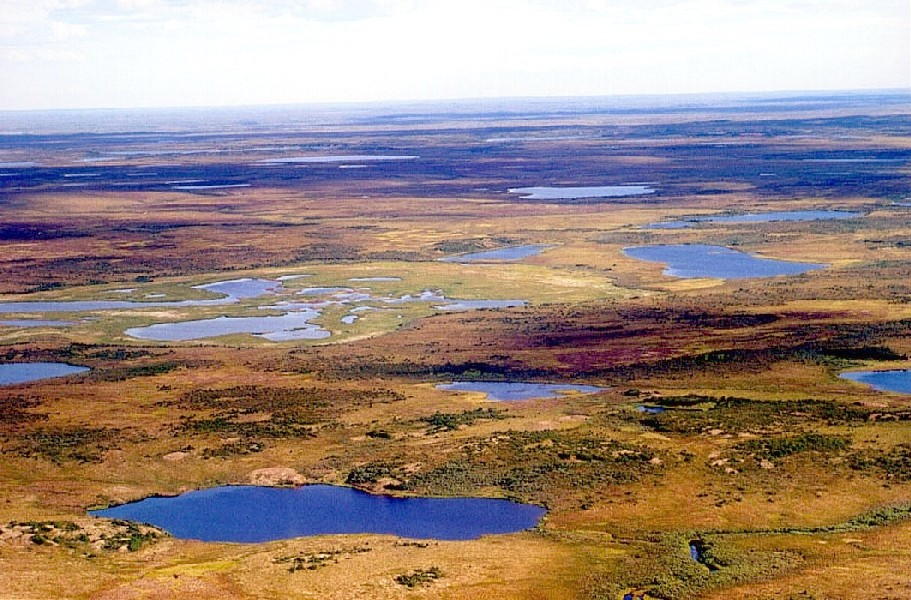
Тундра півострова Таймир

## Географія
Екорегіон Таймиро-Середньосибірської тундри є найпівнічнішим континентальним екорегіоном на планеті. Він простягається від дельти річки Єнісей, яка впадає у Карське море, через півострів Таймир до дельти річки Лена, яка впадає у море Лаптєвих. Східну частину регіону відділяє річка Хатанга, яка впадає у Хатанзьку затоку, розташовану на схід від Таймиру.
На відміну від більшої частини російської Арктики, ландшафт якої переважно рівнинний, основу півострова Таймир складають гори Бирранга, найвища висота яких становить 1146 м над рівнем моря. На південь від цих гір розташоване велике Таймирське озеро, довжина якого становить 165 км. Південна частина екорегіону охоплює плато Путорана та Анабарське плато, розташовані на північному заході та північному сході Середньосибірського плоскогір'я.

## Клімат
На півночі екорегіону, а також на південних плоскогір'ях переважає тундровий клімат (ET за класифікацією кліматів Кеппена), коли принаймні один місяць в році має середню температуру вище 0 °C, достатню для танення снігу, однак середня температура найтеплішого з місяців не перевищує 10 °C. В центральній частині регіону переважає субарктичний клімат (Dfc за класифікацією Кеппена), який характеризується високими коливаннями температур, як добовими, так і сезонними, довгою холодною зимою та коротким прохолодним літом із середньою температурою не вище 22 °C. На півострові Таймир полярна ніч триває 86-100 днів, а зима — 8-9 місяців. Середні температури коливаються від -45 °C до 7 °C, середньорічна кількість опадів коливається від 250 до 450 мм, максимальна кількість опадів випадає у липні. Глибина снігу в захищених від вітру місцях становить 34-75 см, але подекуди снігові замети можуть досягати висоти 15 м і не танути протягом всього року. Поширена багаторічна мерзлота.

## Флора
На рівнинах, розташованих на узбережжі Північного Льодовитого океану, поширені арктичні пустелі та тундра, а на південь від гір — тундра, заболочені території та термокарстові форми рельєфу, зокрема байджарахи (пагорби заввишки кілька метрів та діаметром до 20 м), у вічній мерзлоті регіону часто знаходять залишки плейстоценової мегафауни, зокрема волохатих носорогів (Coelodonta antiquitatis).
Полярні пустелі та вершини гір екорегіону переважно представляють собою голі скелі, місцями порослі холодною фіппсією (Phippsia algida), каптурним сніговим лишайником (Flavocetraria cucullata), нахиленим дворядовиком (Distichium inclinatum) та кучерявенькою сухокучерявкою (Dicranoweisia crispula). В тундрі в горах Бирранга ростуть гірські дріяди (Dryas octopetala), чотиригранні кассіопеї (Cassiope tetragona), повзучі верби (Salix reptans), філіколисті верби (Salix phylicifolia) та блискучі гілокомії (Hylocomium splendens). Протягом короткого полярного літа розквітає гіпарктичний перстач (Potentilla hyparctica) та таймирська троянда (Geum glaciale).
На захищених південних схилах панує теплий мікроклімат. Тут збереглися реліткові луки, які представляють собою залишки тундростепу, який існував протягом останнього льодовикового періоду, 10-7 тисяч років назад. На цих луках росте сизий тонконіг (Poa glauca), живорідна костриця (Festuca vivipara), північна синюха (Polemonium boreale) та губоцвітне цар-зілля (Delphinium cheilanthum). Далі на південь у рівнинній тундрі росте блискучий ризоїдолист (Tomentypnum nitens), гірський псевдоніжкій (Aulacomnium turgidum), арктична верба (Salix arctica) та вузьколиста пухівка (Eriophorum angustifolium), карликові берези (Betula nana)
На плато Пусторана зустрічається лісотундра. Тут росте даурська модрина (Larix gmelinii), зелена вільха (Alnus viridis), лохина (Vaccinium uliginosum), чорна водянка (Empetrum nigrum), гірські дріяди (Dryas octopetala) та різноманітні мохи. В регіоні зустрічається понад 600 видів лишайників.

## Фауна
Вівцебики (Ovibos moschatus) вимерли в регіоні 2700 років тому, однак вони були реінтродуковані у 1970-х роках, і наразі їх популяція нараховує понад 7000 особин. Таймирська популяція північних оленів (Rangifer tarandus) є найбільшою у світі. Ці тварини мігрують з лісів у арктичну тундру навесні і повертаються восени. На плато Путорана мешкає ендемічний підвид снігового барана (Ovis nivicola borealis), який розвивався ізольовано від інших популяцій цього виду протягом близько 10 тисяч років. Популяції сибірських лемінгів (Lemmus sibiricus) та арктичних лемінгів (Dicrostonyx torquatus) збільшуються або зменшуються від року до року. Коли чисельність лемінгів збільшується, це призводить до збільшення популяції песців (Vulpes lagopus). Серед інших поширених в регіоні ссавців слід відзначити тундрового вовка (Canis lupus albus), північну пискуху (Ochotona hyperborea), звичайну росомаху (Gulo gulo) та сибірського бурого ведмедя (Ursus arctos collaris). В прибережних районах зустрічаються білі ведмеді (Ursus maritimus) та звичайні моржі (Odobenus rosmarus).
Екорегіон є важливем місцем гніздування для багатьох птахів. Наприкінці липня та в серпні загальна чисельність гусей екорегіону оцінюється у 30-40 тисяч особин. В тундрі гніздяться білолобі гуски (Anser albifrons), чорні казарки (Branta bernicla), майже ендемічні червоноволі казарки (Branta ruficollis) та тундрові гуменники (Anser serrirostris), які змагаються за місця поблизу гнізд білої сови (Bubo scandiacus), сапсана (Falco peregrinus) або зимняка (Buteo lagopus), оскільки ці хижі птахи захищають їх від нападу песця. На водно-болотних угіддях гніздяться сотні тисяч інших водоплавних птахів, зокрема звичайні сивки (Pluvialis apricaria), малі грицики (Limosa lapponica), брижачі (Calidris pugnax), малі побережники (Calidris minuta), рудоголові побережники (Calidris ruficollis), червоногруді побережники (Calidris ferruginea) та арктичні побережники (Calidris melanotos).

## Збереження
Оцінка 2017 року показала, що 129 377 км², або 14 % екорегіону, є заповідними територіями. Природоохоронні території включають: Путоранський заповідник, Великий Арктичний заповідник, Таймирський заповідник та Усть-Ленський заповідник.